# ツール・ド・フランス1911
ツール・ド・フランス1911は、ツール・ド・フランスとしては9回目の大会。1911年7月2日から7月30日まで、全15ステージ、全行程5344kmで行われた。

## 総合成績
| 順位 | 選手名                 | 国籍     | ポイント |
| ---- | ---------------------- | -------- | -------- |
| 1    | ギュスタヴ・ガリグー   | フランス | 43       |
| 2    | ポール・デュボック     | フランス | 61       |
| 3    | エミール・ジョルジェ   | フランス | 84       |
| 4    | シャルル・クルプランド | フランス | 119      |
| 5    | ルイ・ウースガン       | ベルギー | 135      |
| 6    | マルセル・ゴディヴィエ | フランス | 141      |
| 7    | シャルル・クリュション | フランス | 145      |
| 8    | エルネス・ポール       | フランス | 153      |
| 9    | アルベール・デュポン   | ベルギー | 157      |
| 10   | アンリ・デフロイエ     | ベルギー | 171      |

### 総合首位者
| 選手名                 | 国籍           | 首位区間      |
| ---------------------- | -------------- | ------------- |
| ギュスタヴ・ガリグー   | フランス       | 第1、第4-最終 |
| ジュール・マセリ       | ベルギー       | 第2           |
| フランソワ・ファベール | ルクセンブルク | 第3           |